# Krampia longicollis
Krampia longicollis är en rundmaskart som beskrevs av Allgen 1939. Krampia longicollis ingår i släktet Krampia och familjen Oncholaimidae. Inga underarter finns listade i Catalogue of Life.